# Lliga Siríaca
La Lliga Siríaca és una organització cristiana del Líban amb seu central és a Sabtieh dirigida per Habib Efram, que defensa els interessos dels cristians de l'Església siríaca. Fou fundada el 1975; el 1980 va ingressar a la Unió de Lligues Cristianes Libaneses i el 1983 va ingressar com a membre fundador a l'Aliança Universal Siríaca.